# رضيع
الطفل الرضيع هو الهيئة الأولية من الإنسان، والمولود هو الرضيع البالغ من العمر ساعات أو أيام أو حتى أسابيع قليلة من الولادة. في المجال الطبي تشير كلمة المولود إلى طفل رضيع في خلال الثمانية والعشرون يوما الأولى من عمره (منذ الولادة وحتى 4 أسابيع بعدها، أي أقل من شهر من العمر). مصطلح «المولود» يشمل الأطفال الخدج والأطفال المتأخر أوانها والأطفال كاملة المدة. أصل كلمة رضيع في اللغة العربية هو من الرضاع والرضاعة بمعنى مص الحليب من الثدي. ويمكن أن تمتد الرضاعة منذ الولادة وحتى 24 شهراً.

## مصطلح
الرضيع مصطلح مشتق من كلمة رضاعة وهي عملية مص اللبن بواسطة المولود سواءً من ثدي أمه أو من مصدر آخر. ويطلق عادة على الأطفال الذين تتراوح أعمارهم بين شهر و 12 شهرا، ومع ذلك، تختلف التعريفات بين الولادة و 3 سنوات من العمر. «الرضع» هو أيضا مصطلح قانوني يشير إلى أي طفل دون سن الرشد القانونية.

## الصفات الفيزيائية

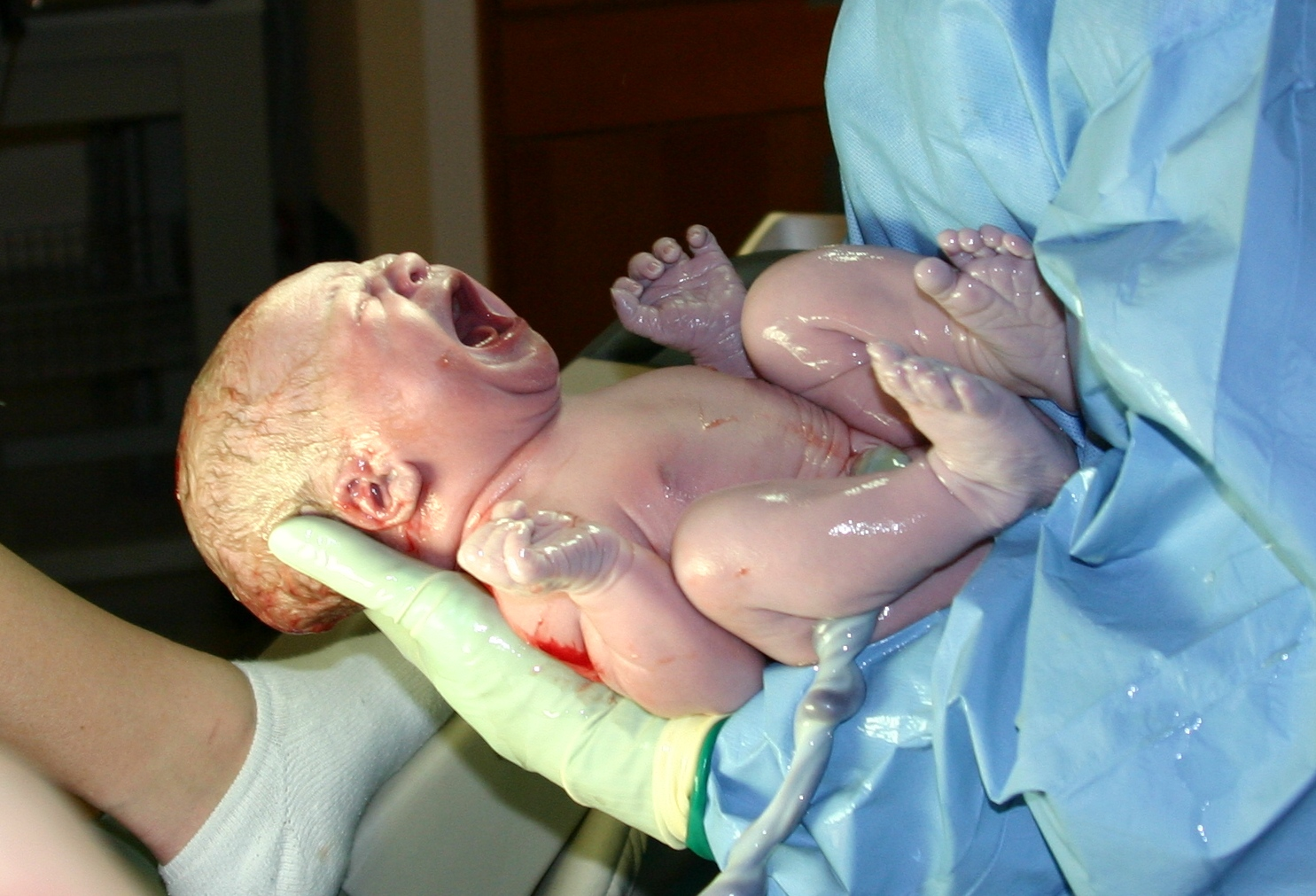
رضيع مولود حديثا، بعد ثوان من الولادة.

الكتفين والوركين للأطفال حديثي الولادة تكون نحيلة والبطن يبرز قليلا، أما الذراعين والساقين فتكونان قصيرتان نسبيا.
يكون الوزن عند الولادة لمولود كامل المدة هو تقريبا 3.2 كجم (7.5 رطل)، ولكن عادة ما تترواح بين 2.7 إلي 4.6 كجم (5.5 إلى 10 أرطال). ويبلغ متوسط طول الجسم الكلي 35.6-50.8 سم (14-20 بوصات)، على الرغم من أنه في الأطفال الخدج (الولادة المبكرة) قد يكون الطول أصغر من ذلك بكثير. يستخدم في تحديد صحة المولود وحالته حرز أبجار وهو مقياس لتقييم حالة المولود الجسدية في خلال الدقائق الأولى من انتقاله من الرحم إلى خارجه عن طريق تقييم بعض الصفات الواضحة.
رأس المولود الجديد تكون كبيرة جدا نسبة إلى باقي جسده، وجمجمته كبيرة بشكل هائل نسبة إلى وجهه. في حين أن جمجمة الإنسان البالغ تشكل حوالي 1/8 طول الجسم الكلي، تبلغ هذه النسبة في المولود الجديد الربع. عند الولادة، تظل عدة مناطق من الجمجمة رخوة ولم تتحول بعد إلى عظم، وتعرف هذه المناطق باسم اليافوخ. أكبرهم هو اليافوخ الأمامي والموجود في الجزء الأمامي العلوي من الرأس، وأصغرهم اليافوخ الخلفي المثلث الشكل والموجود في مؤخرة الرأس. في وقت لاحق من حياة الطفل، تلتحم هذه العظام م مع بعضها في عملية طبيعية. وهناك بروتين يسمى نوجين هو المسؤول عن التأخير في التئام جمجمة الرضيع.
أثناء المخاض والولادة، تحدث في جمجمة الرضيع تغيرات شكلية لتناسب المرور من خلال قناة الولادة، مما يتسبب في بعض الأحيان للطفل أن يولد مشوه الشكل أو برأس مطولة. ولكن عادة ما تعود الجمجمة إلى شكلها الطبيعي من تلقاء نفسها في غضون بضعة أيام أو أسابيع. قد ينصح الطبيب في بعض الأحيان بتمارين معينة تساعد في هذه العملية.
بعض المواليد يتكون لديهم شعر ناعم يسمى زُغُب. يكون بالأخص ملحوظا في مناطق الظهر والكتفين والجبهة والأذنين والوجه من الأطفال الخدج. يختفي الزغب في خلال عدة أسابيع. يولد بعض الرضع برأس مكتملة الشعر، والبعض الآخر، وبالأخص الرضع البيض، يولدون بشعر ناعم جدا أو بدون شعر على الإطلاق (أصلع). ومن بين الآباء والأمهات ذوي البشرة الشقراء، قد يكون هذا الشعر الناعم أشقر اللون، حتى لو كان الوالدين ليسوا كذلك. في بعض الأحيان تكون فروة الرأس بها كدمات أو تورم، خاصة في الأطفال حديثي الولادة بلا شعر، وتكون المنطقة حول العينين منتفخة بعض الشئ.
تمتلئ القنوات الهضمية للأطفال حديثي الولادة والتي لم تستخدم بالطبع من قبل، بمادة لزجة سوداء مخضرة تسمى العقي. ويساعد هذا على تنمية الأمعاء للمرحلة التي تمكنها من هضم ومعالجة الحليب فور الولادة. يمر الطفل بهذه المرحلة في الأيام الأوائل من عمره.
يتراوح لون الطفل بعد الولادة مباشرة عادة ما بين الأزرق الرمادي إلى الداكن. وبمجرد ما أن يبدأ المولود بالتنفس، عادة في غضون دقيقة أو دقيقتين، يعود لون الجلد للونه الأساسي. تتكون على المولود لطخات من الدم ومغطى بطبقة من مادة بيضاء تعرف باسم الطلاء الجبني والتي يعتقد أنها تعمل كحاجز مضاد للجراثيم. قد يولد الرضيع أيضا ببقع منغولية، وعلامات ولادة أخرى أو بشرة مقشورة في مناطق مختلفة من الجسم وبخاصة المعصمين واليدين والكاحلين والقدمين.
الأعضاء التناسلية في المواليد تكون مكبرة ومحمرة، حيث يتكون لدى المولود الذكر كيس صفن كبير بشكل غير طبيعي. ويكبر أيضا الثديين، وذلك حتى في الأطفال الذكور. يحدث هذا عن طريق هرمونات ولادة مخلقة طبيعيا ويعتبر حالة مؤقتة. قد تنتج الإناث (و حتى الذكور) الحليب من حلمات أثدائهن (والتي تسمى أحيانا حليب الساحرة)، مع/أو مادة دموية أو مادة مثل الحليب من المهبل. وفي كلتا الحالتين، يعتبر هذا طبيعي وسوف يختفي في الوقت المناسب.
الحبل السري لحديثي الولادة يكون بلون أبيض مزرق. بعد الولادة مباشرة، عادة ما يتم قطع الحبل السري، ويترك جزء بطول 1-2 بوصة. وسوف يجف هذا الجزء من السرة ويذبل ويغمق ومن ثم يقع تلقائيا في غضون ثلاثة أسابيع. أحيانا ما تقوم المستشفى بعمل صبغة ثلاثية لهذا الجزء من الحبل السري للوقاية من العدوى، والتي قد تحول الجلد المحيط والسرة إلى اللون الأرجواني.

### التغييرات الفسيولوجية الداخلية عند الولادة

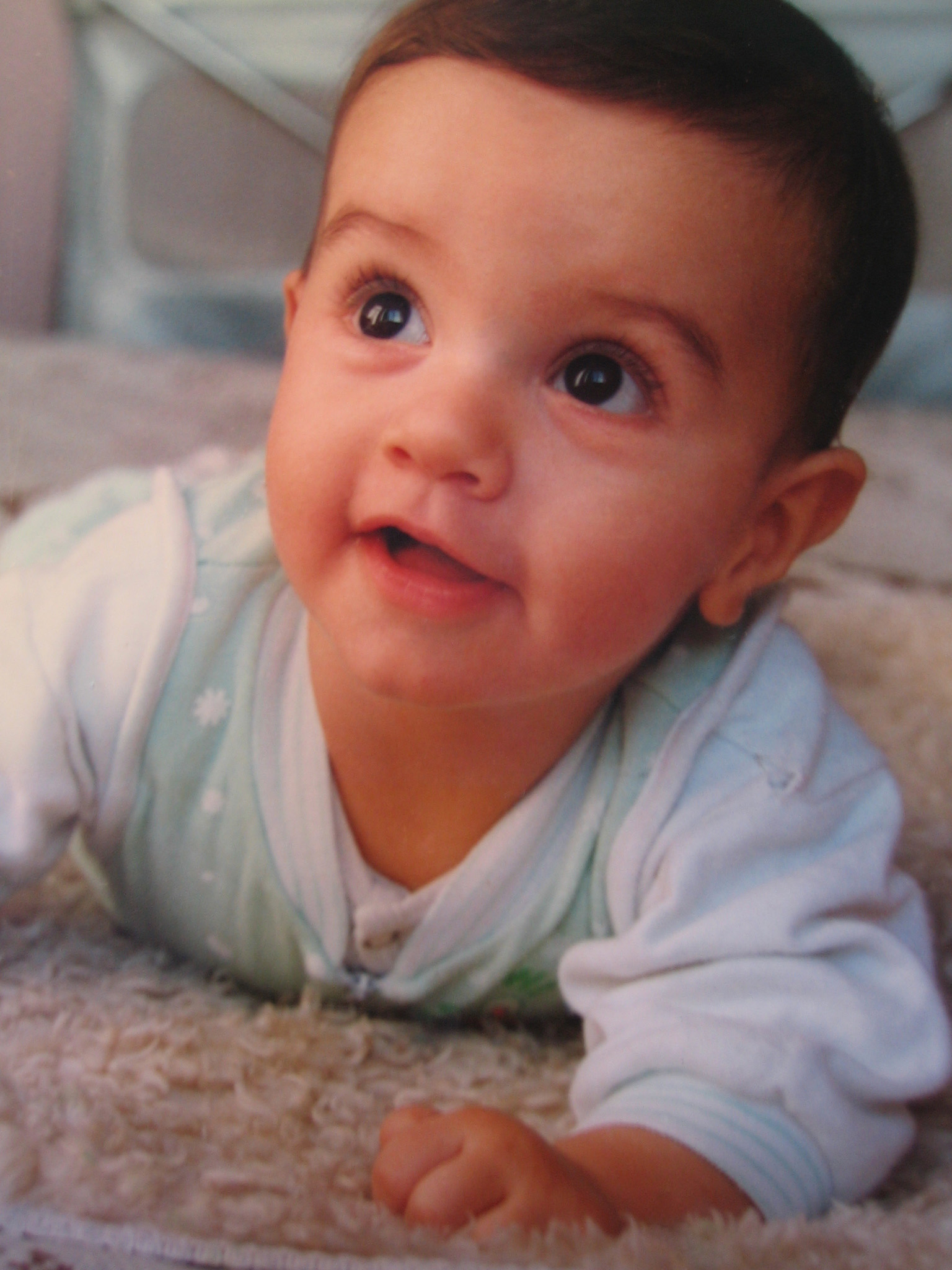
حالة تأهب من رضيع مهتم بالبيئة المحيطة من أشخاص وأشياء.

عند دخول الرضيع إلى العالم الخارجي حيث الهواء والتنفس، دون أن يجد التغذية والأكسجين من خلال الحبل السري كما تعود داخل رحم أمه، يجب أن يبدأ الأطفال حديثي الولادة على التكيف مع الحياة خارج الرحم.
يولد الأطفال ولديهم القدرة على الإحساس بمشاعر مختلفة والتجاوب مع المؤثرات الخارجية، ولكن الاستجابة المثالية بحماس تحدث عند الضرب اللين والحضن والمداعبة. كثيرا ما تهدئ الأرجحة الهادئة للطفل من روعه وتجعله يتوقف عن البكاء، كما أنه من الممكن فعل ذلك أيضا بتدليكه أو إعطائه حمام دافئ. يشعر الأطفال أنفسهم بالراحة عن طريق مص أصابعهم أو المصاصة المطاطية (السكاتة). الحاجة للمص هي شيء غريزي (أنظر المص في علم الأحياء) وتسمح للمواليد بتقبل الغذاء.
يتميز المواليد الجدد برؤية ضعيفة للغاية لا تذكر وتسمح لهم بالتركيز على أشياء تبعد عنهم بحوالي 45 سم (18 بوصة) فقط من وجوههم. في حين أن هذا قد لا يكون كبيرا، إلا إنه يعتبر كل ما يلزم الطفل للنظر في عيون الأم أو الهالة عند الرضاعة الطبيعية. إدراك العمق والمسافات لا يحدث إلا عند تحريك الطفل. عموما، صرخات الأطفال حديثي الولادة تعبر عن الرغبة في التغذية. عندما لا يكون المولود في حالات النوم أو التغذية أو البكاء، يقضي الكثير من الوقت في التحديق في أشياء عشوائية حوله. عادة ما تجذب الأشياء اللامعة أو ذات التشكيلات المعقدة نظر الطفل بسبب التباين الواضح في الألوان أو ما شابه ذلك. ومع ذلك، فإن الأطفال حديثي الولادة لديهم تفضيل للنظر في وجوه الناس الأخرى قبل أي شيء آخر. (انظر أيضا : ميتافيزيقيا الرضع ورؤية الرضع)
في حين لا يزال الرضيع داخل الأم، يمكن أن يسمع أصواتا داخلية كثيرة، مثل ضربات قلب الأم، فضلا عن الضجيج الخارجي بما في ذلك العديد من الأصوات البشرية، والموسيقى وغيرها من الأصوات المختلفة الأخرى. المولود الجديد على الرغم من وجود سوائل والتهابات، يتمكن من سماع الأصوات حوله من قبل حتى الولادة. حديثي الولادة عادة ما يستجيبون لصوت الأنثى أكثر من صوت الذكر. ولعل هذا يفسر لماذا الناس يغيرون من نبرة صوتهم تلقائيا عند الحديث إلى الأطفال حديثي الولادة (تغير صوت هذا يسمى مناغاة). ويمكن لبعض الأصوات البشرية الأخرى، وبخاصة صوت الأم، أن يكون لها تأثير مهدئ أو مريح على حديثي الولادة. وبالعكس، سماع الأصوات العالية أو المفاجئة سوف يباغت ويخيف الأطفال حديثي الولادة. وقد ثبت أن المواليد الجدد يفضلون الأصوات التي كانت تسمع بصفة مستمرة في بيئتهم قبل الولادة، على سبيل المثال، الموسيقى المميزة لبرنامجا ما كانت تشاهده الأم بانتظام.
تستجيب المواليد الجدد إلى أذواق مختلفة، بما فيها الحلو والحامض والمر والمالح، مع تفضيل خاص نحو الحلويات. ولقد ثبت أن حديثي الولادة يظهرون تفضيل لرائحة الأطعمة التي أمهاتهم يأكلون بانتظام.

## الرعاية والتغذية

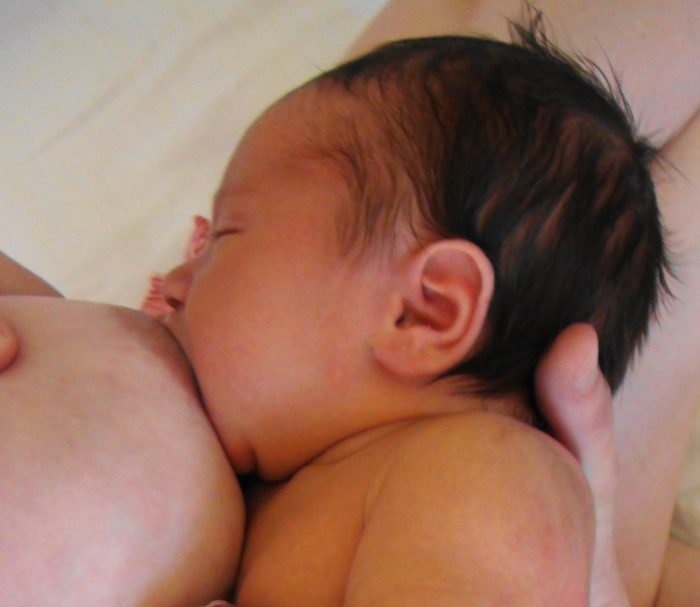
رضاعة طبيعية لطفل

الرضع يبكون كشكل من أشكال الاتصال الغريزية الأساسية. قد تكون محاولة بكاء الأطفال الرضع للتعبير عن مجموعة متنوعة من المشاعر بما في ذلك الجوع، وعدم الراحة، والضجر، الاحتياج لشئ ما، أو الشعور بالوحدة.
الرضاعة الطبيعية هي الطريقة الموصى بها من قبل جميع المنظمات الكبرى المعنية صحة الأطفال الرضع. إذا كانت الرضاعة الطبيعية غير ممكنة أو مطلوبة، تتم الرضاعة عن طريق زجاجة معبئة بحليب رضاعة طبيعي أو بتركيبة حليب الرضع. يولد الرضع ولديهم رد فعل طبيعي يسمح لهم باستخراج الحليب من حلمات الثدي أو من حلمة زجاجة رضاعة الطفل، فضلا عن السلوك الغريزي المعروف باسم استئصال والذي من خلاله يسعون إلى مكان الحلمة. أحيانا يتم استئجار مرضعة لتغذية الرضع، ويعتبر هذا أمر نادر الحدوث خاصة في البلدان المتقدمة.
لكي ينمو الأطفال، تضاف المكملات الغذائية. كثير من الآباء والأمهات يختارون أغذية جاهزة تجارية مخصصة للأطفال لدعم الحليب الرضاعة أو تركيبة الرضع الجاهزة، بينما يتجه الأخرون لتكييف وجباتهم العادية لتلبية الاحتياجات الغذائية لأطفالهم. يمكن استخدام حليب البقر الكامل في عاما واحد، ولكن لا ينبغي أن يقدم الحليب قليل الدسم حتى يبلغ الطفل 2-3 سنوات من العمر. حتى يتعود الرضع على استخدام المرحاض، يرتدي الأطفال الرضع حفاضات. يحتاج الأطفال حديثي الولادة أوقات نوم أكثر من البالغين، تصل حتى 18 ساعات يوميا للأطفال حديثة الولادة مع تناقص مستمر كلما تقدم به العمر. يتم حمل الأطفال الرضع على الأيدي أو في حاملات أو عربات الأطفال حتى يتم تعليمهم المشي. معظم الدول الصناعية لديها قوانين تتطلب مقعد الأطفال الآمن في السيارات.

## الرضاعة ومرض السكري
إن الأطفال الذين يرضعون من حليب الأمّ فقط لوقت طويل هم أقلّ عرضة للإصابة بداء السكري من النوع الأول مقارنةً بالأطفال الذين يرضعون لوقت أقلّ أو يتناولون الطعام وحليب البقر في مرحلة مبكرة. كما أن الرضاعة أظهرت أنها تحمي من داء السكري النوع الثاني جزئيا بسبب تأثيرها على وزن الطفل.

## وفيات الأطفال
وفيات الرضع هي وفاة الرضع في السنة الأولى من العمر. تشمل الأسباب الرئيسية لوفيات الرضع الجفاف والعدوى والتشوهات الخلقية ومتلازمة موت الرضيع المفاجئ.
المؤشر الوبائي هو مؤشر هام جدا لدرجة الرعاية الصحية في دولة ما حيث أنه يرتبط بالحالة الصحية للرضع والأطفال والنساء الحوامل كما يرتبط أيضا بالرعاية الطبية والظروف الاجتماعية والاقتصادية والممارسات الصحية العامة.

## التنمية العاطفية

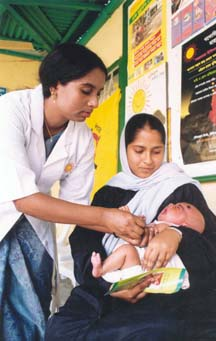
تلقيح طفل رضيع في بنغلاديش

نظرية التعلق هي في المقام الأول نظرية ايثولوجية تتعلق بالتطور تفترض تعلق الطفل أو الرضيع وسعيه القرب من جسم معين في حالات الذعر أو الضيق لغرض البقاء على قيد الحياة. ويعتبر تشكيل الانجذاب والتعلق في بداية حياة الرضيع هو الأساس لتكوين وتوجيه شكل علاقاته فيما بعد طوال حياته. التعلق لا يعتبر بحد ذاته حبا أو حنينا على الرغم من كونه عادة ما يأتي معهما. يتراوح العمر الذي يتكون فيه التعلق والسلوكيات الانجذابية بين 6 أشهر و 3 سنوات. يصبح الأطفال متعلقين بالكبار الحساسين والمتجاوبين معهم في العلاقات الاجتماعية ويظلوا بهذه الحالة الحنونة لفترة زمنية. تؤدي ردود الأفعال الأبوية إلى تطوير أنماط التعلق والتي بدورها تؤدي إلى نشوء نماذج داخلية سوف تتحكم فيما بعد في تحديد مشاعر وأفكار وتوقعات الرضيع عندما يكبر ويكون علاقاته. هناك العديد من أنواع التعلق، تحديدا منها ما يسمى بالتعلق الآمن، التعلق القلق متناقض المشاعر، التعلق القلق الحذر وتلك كلها تعلق منظم ويوجد نوع رابع غير منظم، وبعض هذه الأنواع أكثر تعقيدا من الأخرى. ومن الممكن أن يؤدي عدم وجود شخص يتعلق به الرضيع في هذه الفترة إلى اضطرابات سلوكية خطيرة فيما بعد.

## معرض الصور

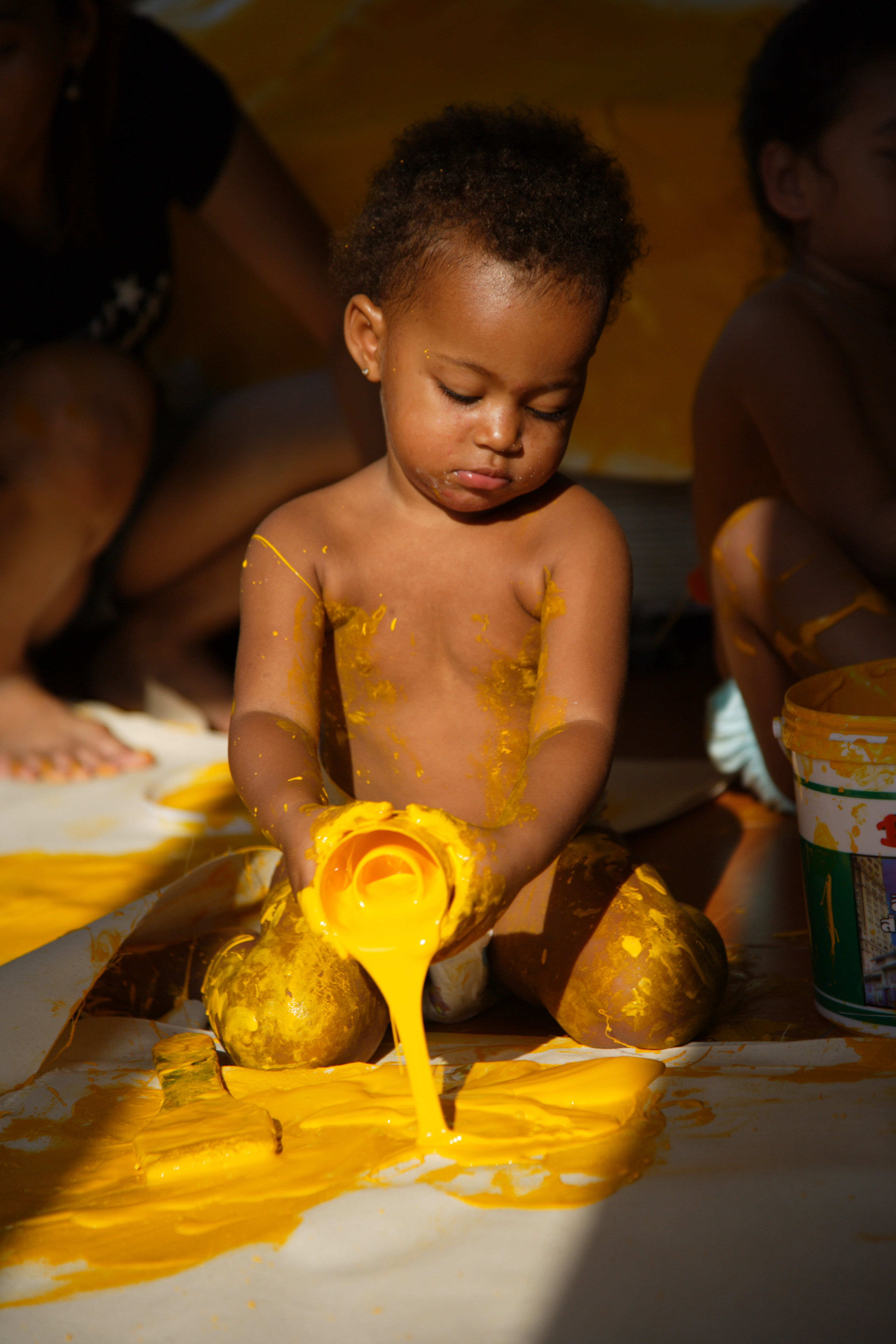
رضيع يلعب
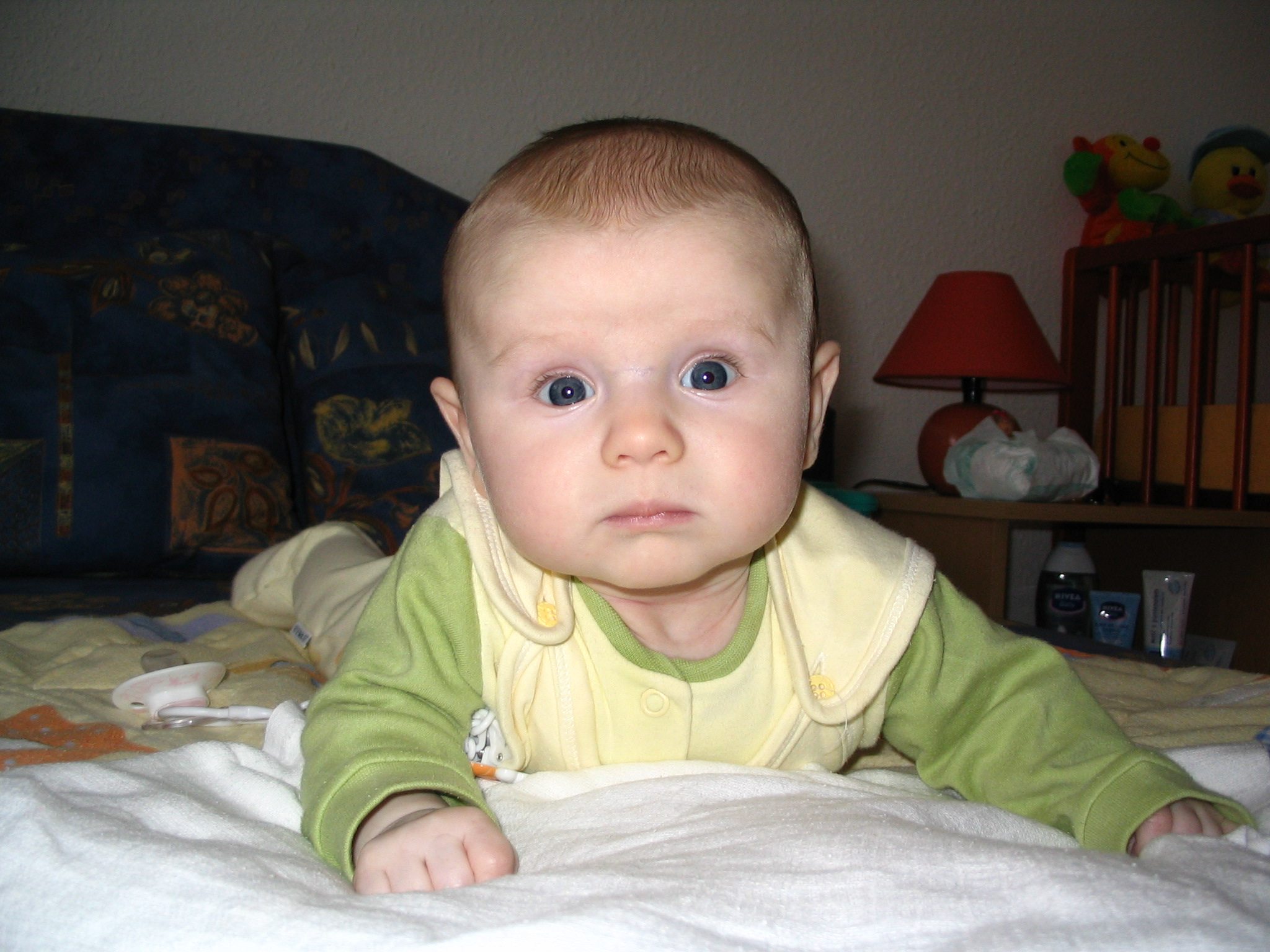
رضيع على سرير يُحدق للكاميرا

## مشاكل الرعاية العامة
- مغص الرضيع
- مهد / سرير
- الاستحمام
- قبعة المهد
- تدليك الرضع
- التطعيم
- التسنين
- الحبل السري

## وصلات خارجية
- وصفات عشبية للأمهات والأطفال، ويتضمن وصفات عشبية لطفح الحفاضات، التسنين، فرج الأم والثدي.
- مركز صحة ديسكفري للأطفال والرضع.[وصلة مكسورة]
- الأكاديمية الأميركية لطب الأطفال
- نسخة محفوظة 4 يونيو 2009 على موقع واي باك مشين.
- التقرير الخاص بالمنظمة العالمية للصحة 2005
- بصر الرضع—جامعة إلينوي